# Stella Zázvorková

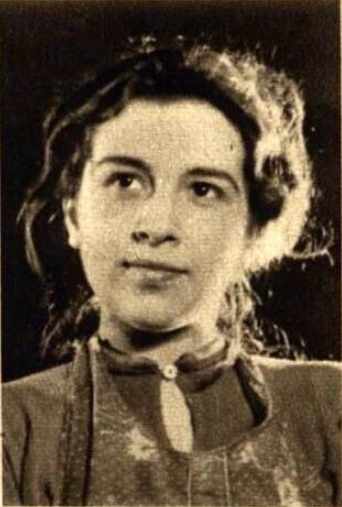
Stella Zázvorková, 1943

Stella Zázvorková (* 14. April 1922 in Prag; † 18. Mai 2005 ebenda) war eine tschechische Schauspielerin.

## Leben
Stella Zázvorková absolvierte die Theaterschule E. F. Burian und wirkte nach 1945 in mehreren hundert tschechischen Filmen und Serien mit. In den 1950er Jahren war sie mit dem Schauspieler Miloš Kopecký verheiratet. In Deutschland wurde sie unter anderem als Mutter Maier in der Serie Die Märchenbraut, aber auch durch ihre Rolle in Kolya bekannt. Das im Jahr 2001 gedrehte Drama Frühling im Herbst kam im Januar 2004 in die deutschen Kinos und war dort der letzte Film, in dem sie zu sehen war.

## Filmografie (Auswahl)
- 1955: Musik vom Mars (Hudba z Marsu)
- 1960: Ein Kerl wie ein Baum (Chlap jako hora)
- 1961: Die Prozession zur Heiligen Jungfrau (Procesí k Panence)
- 1963: Drei Mann unter einem Dach (Tři chlapi v chalupě)
- 1968: Die wahnsinnig traurige Prinzessin (Šíleně smutná princezna)
- 1969: Das zielbewußte Fräulein (Odvážná slečna)
- 1969: Die Leiden des jungen Bohacek (Utrpení mladého Boháčka)
- 1971: Das Mädchen auf dem Besenstiel (Dívka na koštěti)
- 1971: Der Strohhut (Slaměný klobouk)
- 1971: Frauen im Abseits (Ženy v ofsajdu)
- 1973: Drei Mannsbilder auf Reisen (Tři chlapi na cestách)
- 1974: Wie soll man Dr. Mráček ertränken? oder Das Ende der Wassermänner in Böhmen (Jak utopit dr. Mráčka aneb Konec vodníků v Čechách)
- 1975: Ein fideles Haus (Chalupáři)
- 1976: Morgen legen wir los, Liebling (Zítra to roztočíme, drahoušku…!)
- 1977: Wie man Dornröschen wachküßt (Jak se budí princezny)
- 1977: Wie wäre es mit Spinat? (Což takhle dát si špenát)
- 1979: Die Märchenbraut (Arabela)
- 1980: Wenn wir erstmal reich sind… (Co je doma, to se počítá, pánové…)
- 1980: Zieh dich bloß nicht aus! (Ten svetr si nesvlíkej)
- 1981/87: Zahm für einen Sommer (Zkrocení zlého muže)
- 1982/84: Der fliegende Ferdinand (Létající Čestmír)
- 1990: Die Rückkehr der Märchenbraut (Arabela se vrací)
- 1990: Das Geheimnis der weißen Hirsche (Území bílých králů)
- 1996: Das Zauberbuch (Kouzelný měšec)
- 1996: Kolya (Kolja)
- 1999: Kuschelnester (Pelíšky)
- 1999: Teuflisches Glück (Z pekla štestí)
- 2001: Frühling im Herbst (Babí léto)
- 2001: Max, Susi und das magische Telefon (Mach, Šebestová a kouzelné sluchátko)